# Girolamo Lucchesini
Girolamo Lucchesini (né le 7 mai 1751 à Lucques et mort le 20 octobre 1825 à Florence) est un diplomate prussien et le dernier lecteur et confident de Frédéric le Grand.

## Biographie
Le marquis reçoit une éducation de Lazzaro Spallanzani à Modène et à Pavie et, après le renvoi d'Henri de Catt, qui a occupé ce poste pendant plus de deux décennies, et un intermède avec l'abbé Duval de Peyrau rapidement terminé, il devient, sur recommandation de d'Alembert, le lecteur, le bibliothécaire et le chambellan de Frédéric en 1780.
Après la mort du roi, Lucchesini devient plus actif politiquement sous Frédéric-Guillaume II. En 1787, il est en mission politique dans les états italiens, où il fait la connaissance de Goethe. En 1790, l'alliance entre la Prusse et la Pologne est conclue avec sa participation, et en 1791, il participe au congrès de Reichenbach, qui conduit à un affaiblissement de la politique dirigée contre l'Autriche et la Russie. La même année, il reçoit l'ordre de l'Aigle noir. En 1792, il est envoyé en mission diplomatique à Varsovie. De 1793 à 1797, il est ambassadeur à Vienne, occupant à partir de 1793 le rang de véritable ministre d'État et de la Guerre. Cette période prend fin en raison d'une mésentente avec le baron Thugut. En 1802, il est ambassadeur extraordinaire (de) à Paris. Il existe différents rapports sur son rôle dans la guerre entre la Prusse et la France en 1806. Il se brouille avec le roi de Prusse Frédéric-Guillaume III lorsque celui-ci ne ratifie pas un armistice conclu par Lucchesini après la bataille d'Iéna.
Lucchesini rentre alors dans les états italiens et, recommandé par Duroc et Talleyrand, accepte un poste de chambellan d'Élisa de Lucques et de Piombino, sœur de Napoléon. C'est en son nom qu'il se rend à Paris en 1811 et s'informe de l'état de la cour française. Après la fin de la domination française dans sa patrie, il est en contact avec Louise de Stolberg, duchesse d'Albany. Il passe le reste de sa vie à Florence.
En 1773, il est élu membre de la Léopoldine.

## Famille
En 1786, il se marie avec Charlotte von Tarrach (1759-1833). De cette union naissent deux fils, dont l'un, Franz (1787-1867), devient maréchal de la cour du prince Charles de Prusse.

## Travaux
Lucchesini travaille également comme écrivain. Son ouvrage majeur sur la confédération du Rhin Sulle cause e gli effeti della confederatione renana etc. paraît en 1819 ; une traduction en allemand paraît à Leipzig en 1821-1825 sous le titre Historische Entwickelung der Ursachen und Wirkungen des Rheinbundes.
En 1885, ses Conversations avec Frédéric le Grand paraissent en traduction allemande à Leipzig.
Lucchesini tient également un journal qui a brossé un tableau vivant du roi Frédéric, amoureux des animaux, et écrit le texte d'une cantate funéraire lors des funérailles de Frédéric le Grand, qui est mise en musique par JF Reichardt.
Le frère cadet de Girolamo Lucchesini, Cesare Lucchesini, est conseiller d'État à Lucques et également écrivain.

## Publications
- Sulle cause e gli effeti della confederatione renana, 1819 (deutsche Ausgabe: Leipzig 1821–25), Teil 1, Teil 2/1, Teil 2/2
- Das Tagebuch des Marchese (Girolamo) Lucchesini <1780–1782>. Gespräche mit Friedrich d. Großen. Hrsg. v. F. v. Oppeln-Bronikowski u. G. B. Volz. Munich, M. Hueber, 104 S., M. 4.
- Gespräche Friedrich’s des Grossen mit H. De Catt und dem marchese Lucchesini, Digitalisat